# 毛萼多花乌头
毛萼多花乌头（学名：Aconitum polyanthum var. puberulum）为毛茛科乌头属下的一个变种。

## 扩展阅读
- 維基物種上的相關：毛萼多花乌头